# Melena del Sur

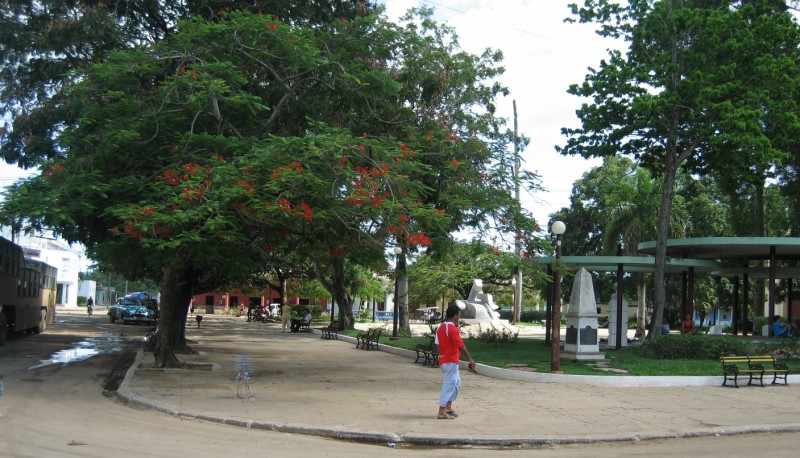
Park Plaza (Stadtpark)

Melena del Sur ist ein Municipio und eine Stadt in der kubanischen Provinz Mayabeque. Bis 2010 gehörte das Municipio zur aufgelösten Provinz La Habana. Es zählt 20.646 Einwohner auf einer Fläche von 228,46 km², was einer Bevölkerungsdichte von 91,0 Einwohnern je Quadratkilometer entspricht.
Melena del Sur grenzt im Norden und Nordwesten von San José de las Lajas, östlich an Güines und im Westen an Batabanó. Die südliche Grenze bildet die Bucht Ensenada de la Broa. Dort befindet sich auch der Playa Mayabeque sowie die Mündung eines der größten Flüsse des Landes, des Río Mayabeque.
Die Siedlung wurde im Jahr 1768 offiziell gegründet.

## Söhne und Töchter der Stadt
- Virginia Fleites (1916–1966), Komponistin und Musikpädagogin
- Manuel Mirabal (1933–2024), auch bekannt als „El Guajiro“, Trompeter